# Resolutie 447 Veiligheidsraad Verenigde Naties
Resolutie 447 van de Veiligheidsraad van de Verenigde Naties werd op 28 maart 1979 aangenomen. Dat gebeurde met twaalf stemmen voor, geen stem tegen en drie onthoudingen van Frankrijk, het Verenigd Koninkrijk en de Verenigde Staten.

## Achtergrond
In 1968 hadden de Verenigde Naties het mandaat dat Zuid-Afrika over Namibië had gekregen beëindigd. Het land weigerde echter te vertrekken waarna de VN de Zuid-Afrikaanse administratie in Namibië illegaal verklaarden en Zuid-Afrika een wapenembargo oplegden. De buurlanden van Namibië die de Namibische onafhankelijkheidsstrijd steunden werden door Zuid-Afrika geïntimideerd met geregelde militaire invasies.

## Inhoud
De Veiligheidsraad:
- Heeft de vraag van Angola overwogen.
- Heeft de verklaring van Angola gehoord.
- Heeft de verklaring van de Zuidwest-Afrikaanse Volksorganisatie gehoord.
- Herinnert aan resolutie 387 die de agressie van Zuid-Afrika tegen Angola veroordeelde.
- Overwegende resolutie 428 die waarschuwde voor verdere maatregelen bij herhaling.
- Is erg bezorgd om de doorgezette Zuid-Afrikaanse invasies in Angola die de soevereiniteit, het luchtruim en de territoriale integriteit van Angola schenden.
- Is ervan overtuigd dat deze daden bedoeld zijn om de onderhandelingen te schaden.
- Betreurt de doden en de schade.
- Herbevestigt het recht van het Namibische volk op zelfbeschikking en onafhankelijkheid.
- Herbevestigt ook de veroordeling van de illegale bezetting van Namibië door Zuid-Afrika.

1. Veroordeelt het racistische regime van Zuid-Afrika voor diens aanvallen op Angola.
2. Veroordeelt het gebruik van Namibië als uitvalsbasis voor aanvallen op Angola.
3. Eist dat Zuid-Afrika onmiddellijk stopt met de invasies in Angola.
4. Prijst Angola en andere landen aan het front voor hun steun aan het Namibische volk.
5. Vraagt de lidstaten Angola en de andere landen aan het front te helpen met het versterken van hun verdediging.
6. Vraagt secretaris-generaal Kurt Waldheim beschikbare informatie over de slachtoffers en de schade te bekomen van Angola.
7. Vraagt de secretaris-generaal verder die informatie tegen 30 april 1979 te bezorgen.

## Verwante resoluties
- Resolutie 421 Veiligheidsraad Verenigde Naties
- Resolutie 428 Veiligheidsraad Verenigde Naties
- Resolutie 454 Veiligheidsraad Verenigde Naties
- Resolutie 466 Veiligheidsraad Verenigde Naties

Lijst ·  444 ·  445 ·  446 ·  447 ·  448 ·  449 ·  450 ·  451 ·  452 ·  453 ·  454 ·  455 ·  456 ·  457 ·  458 ·  459 ·  460 ·  461